# 上比奧比奧
38°3′S 71°19′W / 38.050°S 71.317°W

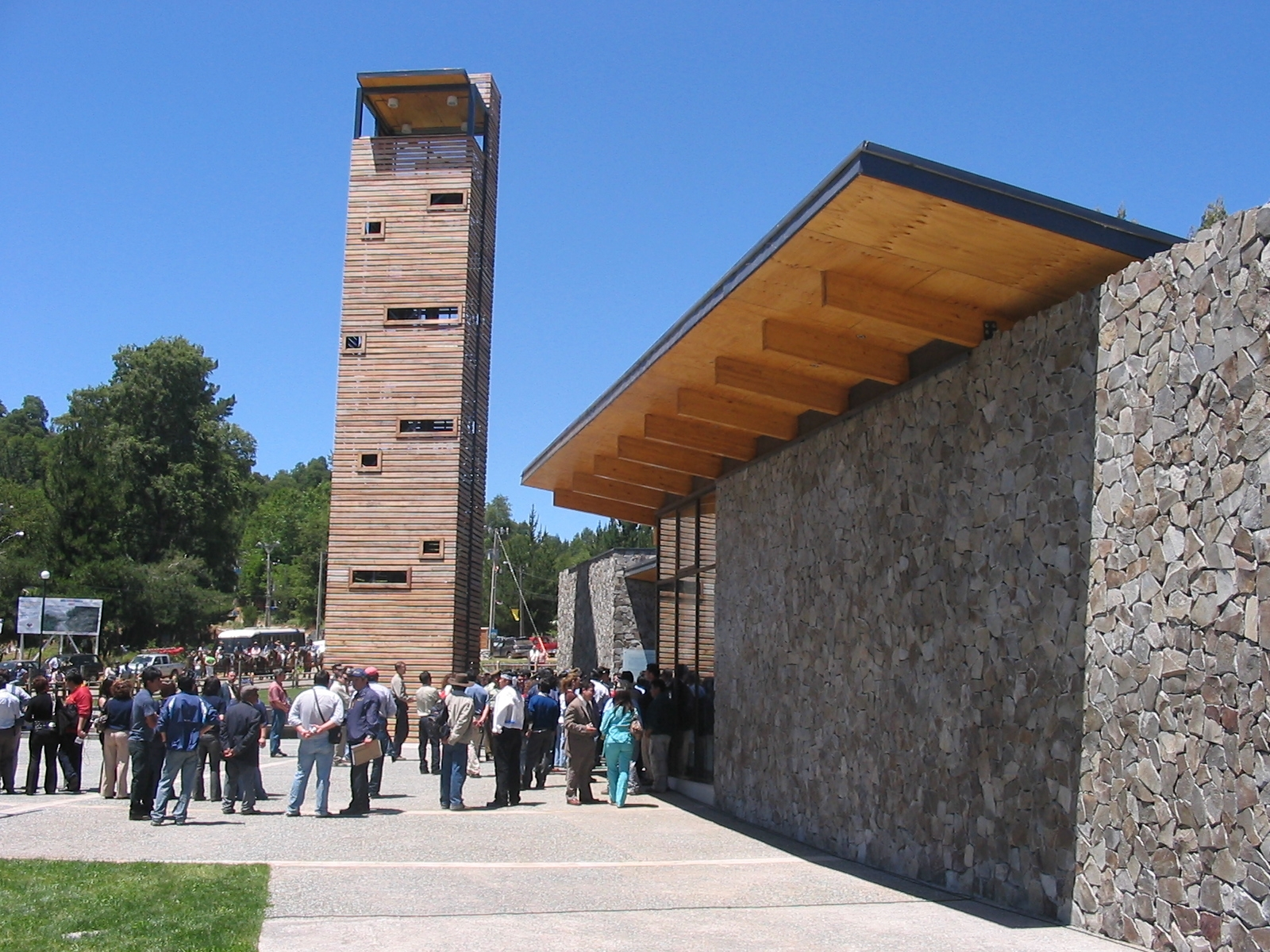

上比奧比奧（西班牙語：Alto Biobío），是智利的城鎮，位於該國中部比奧比奧大區的比奧比奧省，始建於2003年8月25日，面積2,124.6平方公里，海拔高度973米，2012年人口6,081人，人口密度每平方公里2.9人。